# Pleonasme
Een pleonasme (Grieks πλεονασμός, pleonasmós: 'overvloed') is een woordgroep bestaande uit een hoofdwoord en een of meer toegevoegde woorden, die (expliciet) een eigenschap toevoegen die reeds (impliciet) in het hoofdwoord besloten ligt.

## Vormen van pleonasme
Meestal is een pleonasme een bijvoeglijk naamwoord dat een eigenschap toevoegt aan een zelfstandig naamwoord dat die eigenschap al in zich draagt: mijn persoonlijke mening, een ronde cirkel, een hoekig vierkant, nat water, opzettelijke brandstichting, openstaande vacatures, een wereldwijde pandemie. Ook de constructie waarbij een bijwoord of bijwoordelijke bepaling hetzelfde doet met een werkwoord(svorm) komt veel voor: groter groeien, omhoog stijgen, naar beneden vallen, zelf uit het leven stappen, iets met eigen ogen zien. Bij pleonastische samenstellingen ten slotte, voegt het eerste deel een eigenschap toe die het tweede deel al in zich draagt: streefdoel.

## Stijlfiguur of stijlfout?
Een pleonasme is niet per definitie fout. Sommige pleonasmen zijn volledig ingeburgerd: zo betekent "meer" in zeemeermin ook al zee. In dit soort gevallen is eerder sprake van versteend gebruik of een stijlfiguur dan van een stijlfout.
Het komt ook voor dat een bepaalde woordcombinatie in de ene context wel pleonastisch is en in de andere context niet. Dit komt onder meer doordat een woord een rekbare betekenis kan hebben (polysemie). Een voorbeeld is de zin "Er komt vloeibaar water uit de kraan." Als er sprake is van water dat uit de kraan komt, wordt natuurlijk de vloeibare vorm bedoeld. Dit is dus een pleonasme. Water ({\displaystyle {\ce {H2O}}}) kan echter ook een andere aggregatietoestand (vast of gasvormig) hebben. Bij de beschrijving van planeten en manen wordt met de term "water" ook ijs en waterdamp bedoeld. In de zin "De aarde is de enige bekende planeet met vloeibaar water aan haar oppervlak" is vloeibaar water daarom niet als stijlfout of zelfs maar als pleonasme aan te merken. Sneeuw kan verder (na een paar dagen) ook een andere kleur hebben dan wit. Om te benadrukken dat de sneeuw vers is, is de aanduiding witte sneeuw daarom op zijn plaats. Voor iemand die een product verkoopt betekent kostprijs de kosten om het zelf te kopen, of zijn kosten voor de grondstoffen plus die voor de productie. Het is een normaal woord ter onderscheiding van zijn verkoopprijs.

## Verschil met tautologie
Het verschil tussen een tautologie en een pleonasme is niet haarscherp afgebakend en wordt door verschillende woordenboeken (zoals Koenen en Van Dale) verschillend geduid. Een belangrijk onderscheidend kenmerk is dat bij een tautologie het hele begrip in andere bewoordingen binnen dezelfde zin wordt herhaald, terwijl er bij een pleonasme slechts een eigenschap wordt herhaald die al inherent is aan het hoofdbegrip. Een vuistregel is dat een pleonasme enkel verbeterd kan worden door het overbodige woord te schrappen, terwijl bij een tautologie ofwel het ene ofwel het andere element kan worden weggelaten.

### Afkortingen
Het herhalen van een element uit een afkorting geldt niet altijd als een stijlfout:
- de k (= keuring) in apk-keuring
- de v (= virus) in hiv-virus